# Крыловка (Пензенская область)
Крыловка — село в Каменском районе Пензенской области Российской Федерации, относится к Междуреченскому сельсовету.

## География
Село расположено на левом берегу Чембара при впадении в него Юньги.
Расстояние до Каменки 40 км, до Пензы 87 км.

## История
Село основано в 1726 помещиком Василием Гавриловичем Крыловым.
С 1780 входило в состав Чембарского уезда.
В 1864 имело 199 дворов, церковь, сельское училище, базар, 2 маслобойни (масло получали из семян конопли).
В 1877—278 дворов, церковь, школа, 2 синильни, 2 кирпичных завода.
До Октябрьской революции действовал Государственный племенной рассадник крупного рогатого скота, вначале было 15 коров, привезенных из Швейцарии, их называли «свищевскими симменталками»
В 1955 году – центр Крыловского сельсовета Свищовского района, колхоз имени Фрунзе.
В 1975 году решением Пензенского облисполкома в черту села включена деревня Полибенка. 
В 1980-е годы – в составе Междуреченского сельсовета, центральная усадьба совхоза «Крыловский».
До 2011 года в селе действовала основная общеобразовательная школа.

## Население
| 1747  | 1762  | 1782 | 1864  | 1877  | 1897  | 1911  |
| ----- | ----- | ---- | ----- | ----- | ----- | ----- |
| 244   | ↗454  | ↗853 | ↗1573 | ↗1785 | ↗1940 | ↗2063 |
| 1926  | 1930  | 1959 | 1979  | 1989  | 1996  | 2002  |
| ↗2105 | ↗2113 | ↘697 | ↘621  | ↘529  | ↗555  | ↘415  |
| 2010  |       |      |       |       |       |       |
| ↘372  |       |      |       |       |       |       |

## Инфраструктура
В селе есть дом Культуры, отделение почтовой связи.